# Большой круг

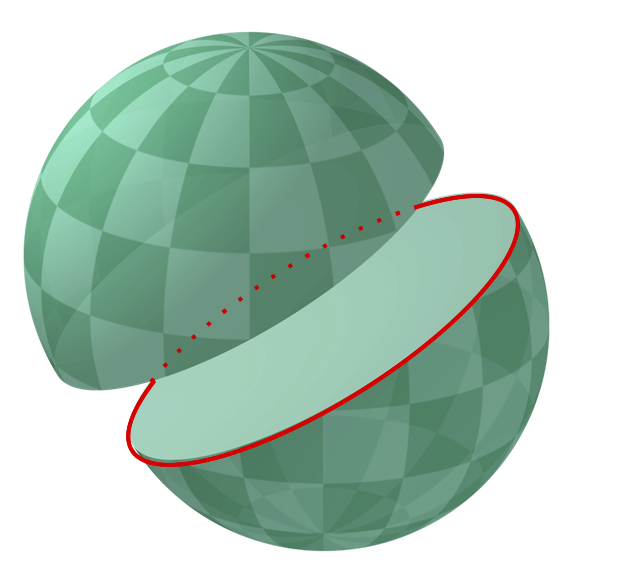
Большой круг проходит через центр сферы и делит её на две полусферы

Большой круг — круг, получаемый при сечении шара плоскостью, проходящей через его центр. Диаметр любого большого круга совпадает с диаметром сферы, поэтому все большие круги имеют одинаковый периметр и один центр, совпадающий с центром шара. Иногда под термином «большой круг» подразумевают большую окружность, то есть окружность, получаемую при сечении сферы плоскостью, проходящей через её центр.
Для любых двух точек на сфере, не являющихся диаметрально противоположными, существует ровно один большой круг, проходящий через них. Через две противоположные точки можно провести бесконечно много больших кругов. Меньшая дуга большого круга между двумя точками является кратчайшим путём между ними по поверхности сферы. В этом смысле большие круги выполняют роль прямых линий в сферической геометрии. Длина этой дуги берётся за расстояние между точками в геометрии Римана. Большие круги являются геодезическими линиями сферы.
Также большой круг — путь с наименьшей кривизной, которая является постоянной величиной, определяемой соотношением {\displaystyle \kappa ={\frac {1}{R}}}.
Примеры больших кругов на небесной сфере включают горизонт, небесный экватор и эклиптику.

## Большие круги Земли

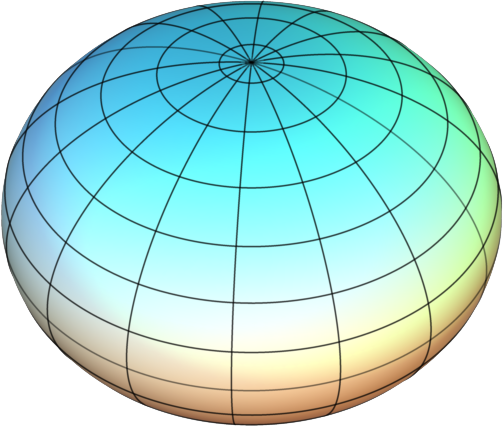
Приплюснутый около полюсов сфероид

Учитывая, что форма Земли не сильно отличается от шарообразной, большими кругами Земли среди бесконечного множества являются, например, меридианы и самая длинная параллель — экватор (другие параллели образуют малые круги). В XVIII веке метр был введён как 1/40 000 000 часть парижского меридиана на основе данных Жан-Батиста Деламбра, соответственно, можно считать, что все большие круги планеты имеют длину приблизительно 4⋅107 метров. В дальнейшем длина экватора была рассчитана как 40 075 км.
Отрезки больших кругов используются морскими и воздушными судами как маршруты, когда морские течения и ветры не оказывают значительного влияния. Длина полёта часто может быть оценена ортодромой между двумя аэропортами. При этом для самолётов, которые в северном полушарии двигаются между континентами на запад, оптимальный путь пролегает севернее ортодромы, соответственно для движения на восток оптимальные пути будут чуть южнее.

Авиалинии между Сан-Франциско и Токио. Красная линия — по большому кругу, зелёная — с учётом струйных течений

Когда длинные авиационные или морские маршруты изображают на плоской карте (например, в проекции Меркатора), они часто выглядят кривыми. Маршрут, соответствующий прямому отрезку на карте, будет более длинным. Дело в том, что в таких проекциях большие круги не соответствуют прямым. Лучше отображают ситуации карты в гномонической проекции, где прямые линии являются проекциями больших кругов.